# دلفين ماوي
دلفين ماوي أو دخس ماوي (الاسم العلمي Cephalorhynchus hectori maui) هو أندر وأصغر الأنواع الفرعية المعروفة في العالم من الدلفين.
وهو نوع فرعي من دلفين هيكتور. ينتشر دلفين ماوي في قبالة الساحل الغربي لنيوزيلندا.